# 極心連合会
極心連合会（きょくしんれんごうかい）は、かつて大阪府東大阪市に本部を置いていた暴力団で、指定暴力団・六代目山口組の二次団体。2019年に解散した。旧称は橋本組。

## 来歴

### 設立から拡大まで
1963年（昭和38年）頃、大阪ミナミに本拠を置いていた独立組織・南一家吉田組が解散する。当時、吉田組に在籍していた橋本弘文は、解散後に橋本組を結成する。1976年（昭和51年）、橋本が三代目山口組山健組に加入した事に伴い、橋本組は山口組の三次団体となる。
1983年（昭和58年）、山健組組長・山本健一の死後1年が経過した頃、橋本は橋本組を極心連合会に改称。1984年（昭和59年）に勃発した山一抗争では、山健組傘下の極心連合会は一和会系組織を攻撃。これが切っ掛けとなり山口組内外で武闘派として認知される事となった。

### 山口組直系団体への昇格後
2005年（平成17年）4月、三代目山健組において組長代行職に就いていた橋本が、五代目山口組の直参へ昇格。これにより極心連合会は内部昇格の形で山口組の二次団体となった。同年7月、山口組が六代目体制に移行した後も、引き続き直系組織として活動する事となった。
2012年（平成24年）4月、新設された六代目山口組統括委員長に就任。
2015年（平成27年）8月の山口組分裂以降も、極心連合会は六代目山口組に残留する。2018年（平成30年）2月には、神戸山口組傘下の山健組から絶縁処分を受けた植野雄仁率いる二代目兼一会を傘下に収める。この兼一会の移籍は山口組分裂以降、規模の大きいものとして注目された。
2019年（令和元年）10月、恐喝罪で服役していた六代目山口組若頭・高山清司が社会復帰する。同年11月、橋本はヤクザから引退し、極心連合会も同時に解散した。解散後、二代目兼一会が山口組の二次団体に昇格したほか、一部の組員が元極心連合会傘下の極粋会に移籍した。

## 組織図
| 役職 | 氏名     | 山口組での役職         |
| ---- | -------- | ---------------------- |
| 会長 | 橋本弘文 | 六代目山口組統括委員長 |

### 最高幹部
| 役職       | 氏名       | 三次団体     |
| ---------- | ---------- | ------------ |
| 若頭       | 天羽宏和   | 天羽興業     |
| 最高顧問   | 宇田充伸   | 広伸実業     |
| 顧問       | 金山泰征   |              |
| 相談役     | 宇田川光夫 | −            |
| 舎弟頭     | 池田静樹   | 二代目極義会 |
| 本部長     | 岡本 仁    | 岡本総業     |
| 舎弟頭補佐 | 古賀武文   | 古賀組       |
| 若頭補佐   | 中村友宣   | 中村総業     |
| 若頭補佐   | 小西憲一郎 | 小西興業     |
| 若頭補佐   | 三郎丸 豊  | 豊総業       |
| 若頭補佐   | 三田 一    | 三田総業     |
| 若頭補佐   | 米田篤史   | 極栄会       |

### 舎弟
| 役職   | 氏名     | 三次団体     |
| ------ | -------- | ------------ |
| 副会長 | 田口義淳 | 田口総業     |
| 副会長 | 植野雄仁 | 二代目兼一会 |
| 舎弟   | 山川進吾 | 山心興業     |
| 舎弟   | 浅野俊雄 | 極闘会       |

## 事件
- 2005年12月、橋本弘文が不正競争防止法違反の容疑で大阪府警に逮捕される。
これは、裁判所に競売物件として差し押さえられた橋本の自宅に組関係者を居座らせ入札を妨害しようとしたもので、当時のニュース映像では、家宅捜索に訪れた捜査員と組員が路上で激しく衝突する様子が確認できる。
- 2013年9月、極心連合会関係者が、大阪市内のトランクルームに拳銃やダイナマイトなどの武器を保管していたことが発覚。大阪府警は翌月、武器の保有に組織的な関与が見られるとして、極心連合会本部を家宅捜索した[3]。
- 2018年5月、当時の若頭・浅野俊雄と内妻が売春防止法違反容疑で大阪府警に逮捕された[4]。容疑は、内妻が飛田新地で経営する店舗で、女性従業員を男性客に紹介し売春を斡旋したとするもの。売春によって得られた利益の一部が暴力団の資金源となった可能性が指摘された。同年11月29日に開かれた公判で、浅野に懲役1年、執行猶予3年の有罪判決が下され、確定した。
また、同年12月には、スーパー玉出創業者の男が、内妻が売春に使う事情を知っていながら土地を提供したとして組織的な犯罪の処罰及び犯罪収益の規制等に関する法律（組織犯罪処罰法）違反で逮捕されるに至っている[5]。